# Online Outsourcing
Online Outsourcing ist die internetbasierte Version von Outsourcing, der Auslagerung einer Abteilung beziehungsweise eines Arbeitsbereichs an ein Drittunternehmen.
Bei Online Outsourcing werden hauptsächlich IT-Dienstleistungen und Marketing-Aufgaben ausgelagert, welche über das Internet erbracht werden können. Hier sind als Beispiele Programmier- und Webdesignaufträge, Multimedia-Produktionen, Logoerstellung und Suchmaschinenoptimierung zu nennen. Aber auch Unternehmensservices wie Übersetzungsarbeiten, Recherchetätigkeiten und das Verfassen von Artikeln werden ausgelagert. Online Dienstleistungsvermittler dienen hier zur Vereinfachung der Zusammenführung von Auftraggeber und -nehmer (siehe Abschnitt Online Outsourcing in der Praxis).
Bei der Outsourcing Variante Offshoring werden die jeweiligen Aufgaben ins Ausland verlagert. Hierbei kann es sich sowohl um unternehmerische Aufgaben als auch um Prozesse handeln.
Eine Unterart des Offshoring ist das Nearshoring. Während unter Offshoring normalerweise eine Verlagerung in ein Land außerhalb des eigenen Kontinents verstanden wird, bezeichnet Nearshoring die Auslagerung in ein Land des gleichen Kontinents.
Homeshoring, als Variante des Outsourcing, bezeichnet die Verlagerung von Arbeitsleistungen an Arbeitnehmer, die sich nicht im Unternehmen befinden, sondern von zuhause aus arbeiten. Diese Arbeitsform wird auch als Home-Office bzw. als Telecommuting oder Teleheimarbeit verstanden.

## Geschichte
Outsourcing im Allgemeinen lässt sich auf die Prinzipien der Arbeitsteilung und Spezialisierung nach Adam Smith im 18. Jahrhundert zurückführen. Arbeiter sollten seiner Meinung nach ausschließlich in Fachbereichen entsprechend ihrer Spezialisierung eingesetzt werden, um effektiv und effizient zu arbeiten.
Genau das gleiche Prinzip der Arbeitsteilung und Spezialisierung verfolgen Outsourcing und die Unterkategorie Online Outsourcing. Durch Outsourcing kann sich ein Unternehmen von sekundären Aufgaben entlasten, auf das Kerngeschäft konzentrieren und damit die eigene Effizienz steigern. „Do what you can do best – Outsource the rest.“
Online Outsourcing findet seinen Ursprung in den Vereinigten Staaten von Amerika (USA). Hier konnte es sich bereits Mitte der 1990er Jahre etablieren. In Europa wurde das Modell Anfang 2000 mit der Weiterentwicklung des Internets erfolgreich.
Große Firmen nutzen Online Outsourcing schon seit vielen Jahren. In letzter Zeit verbreitet sich diese Form der Arbeitsteilung auch unter klein- und mittleren Unternehmen.

## Vorteile
Online Outsourcing birgt für die Auftraggeber sowie für die Dienstleister verschiedene Chancen. Aufgrund des global sehr unterschiedlichen Lohnniveaus, können sich für Auftraggeber aus Ländern mit hohem Lohnniveau, durch die Auslagerung von online Dienstleistungen in Länder mit niedrigerem Lohnniveau, Kosteneinsparungen bis zu 70 Prozent realisieren lassen. Besonders für klein- und mittlere Unternehmen (KMU) und Existenzgründer birgt das Modell des Online Outsourcing finanzielle Vorteile, da diese mit einem knappen Budget rechnen müssen. Zudem kann dies eine zusätzliche und häufig effiziente Einnahmequelle für Dienstleister aus Ländern mit einem verhältnismäßig niedrigen Lohnniveau bedeuten.
Ein weiterer Vorteil beim Offshoring für Auftraggeber stellt die weltweite Auswahl an Dienstleistern dar. So ist es dem Auftraggeber möglich, den für sich am besten geeigneten Experten zu identifizieren. Hierbei sind Dienstleistungsvermittler hilfreich, da diese oft über eine globale Expertendatenbank verfügen.
Online Outsourcing ermöglicht Auftraggeber und -nehmer große Flexibilität in Bezug auf Zeit und Arbeitserbringung. Da es sich bei Online Outsourcing meist um Projektaufträge handelt, ergibt sich eine temporäre Zusammenarbeit zwischen Auftraggeber und Dienstleister. Somit ist keiner der beiden vertraglich langfristig gebunden und offen für weitere Auftraggeber beziehungsweise -nehmer. Zudem lassen sich durch Online Outsourcing neue Märkte und Kundengruppen erschließen.

## Nachteile
Online Outsourcing birgt auch Herausforderungen. Persönliche Treffen sind aufgrund der räumlichen Entfernung nicht immer im gleichen Maße realisierbar wie bei ständigen Mitarbeitern vor Ort. Ein wesentlich höherer Aufwand ist demnach die Kommunikation.
Der Arbeitgeber kann abhängig vom Dienstleister werden. Beim Outsourcing verliert ein Unternehmen die ausführende Kontrolle über den ausgelagerten Arbeitsprozess. Je länger die Outsourcingpartnerschaft besteht, desto schwieriger wird es, das ausgelagerte Know-how durch Insourcing in das Unternehmen zu reintegrieren. Es besteht die Gefahr, dass dieses Verhältnis mit der Zeit dauerhaft wird und das erforderliche Know-how im eigenen Unternehmen verloren geht.
Insbesondere beim Offshoring von online Dienstleistungen muss der diverse kulturelle und sprachliche Hintergrund der Projektpartner beachtet werden. Einhergehend hiermit sind ein anderer Arbeitsstil und unterschiedliche Selbstverständlichkeiten. Ausführliche Kommunikation ist ausschlaggebend, um zu einem zufriedenstellenden Geschäftsabschluss beider Seiten zu kommen.

## Online Outsourcing in der Praxis
Online Outsourcing und Offshoring ist seit den 1990er Jahren verfügbar und findet immer weiteren Einzug in den globalen Arbeitsmarkt. Weltweit gibt es diverse Unternehmen, welche sich auf diesen Bereich spezialisiert haben. Die größten Online Dienstleistungsvermittler befinden sich in den USA. Daneben gibt es zahlreiche Firmen die global, regional und lokal arbeiten.
| Name           | Ursprungsland            | Provideranzahl |
| -------------- | ------------------------ | -------------- |
| Elance         | United States of America | 104.305        |
| Guru           | United States of America | 336.574        |
| Odesk          | United States of America | 212.334        |
| Freelancer.com | United States of America | 1.440.048      |
| V worker       | United States of America | 306.290        |

| Name            | Ursprungsland  | Provideranzahl |
| --------------- | -------------- | -------------- |
| freelancermap   | Deutschland    | 202.027 (de)   |
| People per hour | Großbritannien | 74.906         |
| people4project  | Deutschland    | 35.637 (de)    |
| twago           | Deutschland    | 134.826        |
| 12Designer      | Deutschland    | 14.000         |
| brandsupply     | Niederlande    | 9.970          |
| Enwikuna        | Deutschland    | 290            |
| freelance       | Deutschland    | 263.400 (de)   |

| Name        | Ursprungsland | Provideranzahl |
| ----------- | ------------- | -------------- |
| Codeur      | Frankreich    | 19.817         |
| Infolancer  | Spanien       | 45.943         |
| Netjobbing  | Deutschland   | 1.000          |
| Projektwerk | Deutschland   | 26.000         |

Online-Dienstleistungsvermittler stellen eine virtuelle Internetplattform zur Verfügung auf welcher Auftraggeber Projekte ausschreiben können. Auf den Plattformen können sich potentielle Dienstleister registrieren und für einzelne Projekte Angebote abgeben. Für eine höhere Transparenz sind Qualifikationen, Arbeitsproben und Bewertungen der einzelnen Dienstleister für registrierte Nutzer der Plattform einsehbar. Die Online Dienstleistungsvermittler stellen zudem die Infrastruktur zur Verfügung, um Teams online zu führen. Der Auftraggeber entscheidet dann, mit wem er zusammenarbeiten möchte.
Das Deutsche Institut für Normung e. V. (DIN) hat eine DIN-Spezifikation für das Outsourcing technologieorientierter Dienstleistungen veröffentlicht (DIN SPEC 1041).

## Trends
Der Weltmarkt für Outsourcing und Offshoring verzeichnet seit Jahren steigende Zahlen. Experten von McKinsey haben 2008 errechnet, dass das Offshoring-Geschäft von 80 Milliarden US-Dollar Jahresumsatz auf 500 Milliarden im Jahr 2020 wächst, eine Versechsfachung innerhalb von 12 Jahren.

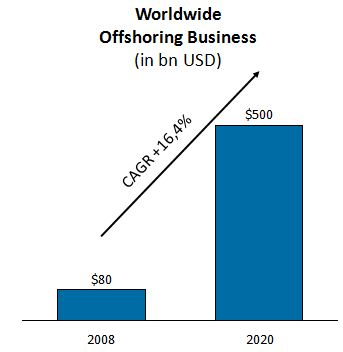
McKinsey-Studie über Offshoring 2008.

Insbesondere im Bereich des Online Offshorings sahen Experten großes Wachstum in den nächsten Jahren voraus. Laut den Forschern Stephan Manning, Silvia Massini und Arie Y. Lewin hatten im Jahre 2008 mehr als 50 Prozent der US Firmen vor, Offshoring zu betreiben. Dies ist eine Verdoppelung gegenüber 2005. Kleine und mittlere Unternehmen werden den Prognosen nach an Signifikanz in Bezug auf das Wachstum gewinnen.  Einer Studie von SpiceNetworks zufolge planen acht Prozent der weltweiten kleinen und mittleren Unternehmen eine Erhöhung der Zusammenarbeit mit externen IT-Dienstleistern.
Seit den 1980er Jahren hat sich Indien als eines der Hauptleistungserbringer für Online Offshoring Dienste herauskristallisiert. Doch in Indien steigen die Lohn- und Immobilienkosten rasant. Daher sehen Experten in Zukunft eine Diversifizierung der Online Offshoring Länder voraus. Stellt ein Land die benötigte Infrastruktur und Fachkräfte, so ist das Wachstum im Bereich von Online Offshoring in der nahen Zukunft wahrscheinlich.